# Detector de bucle de inducción

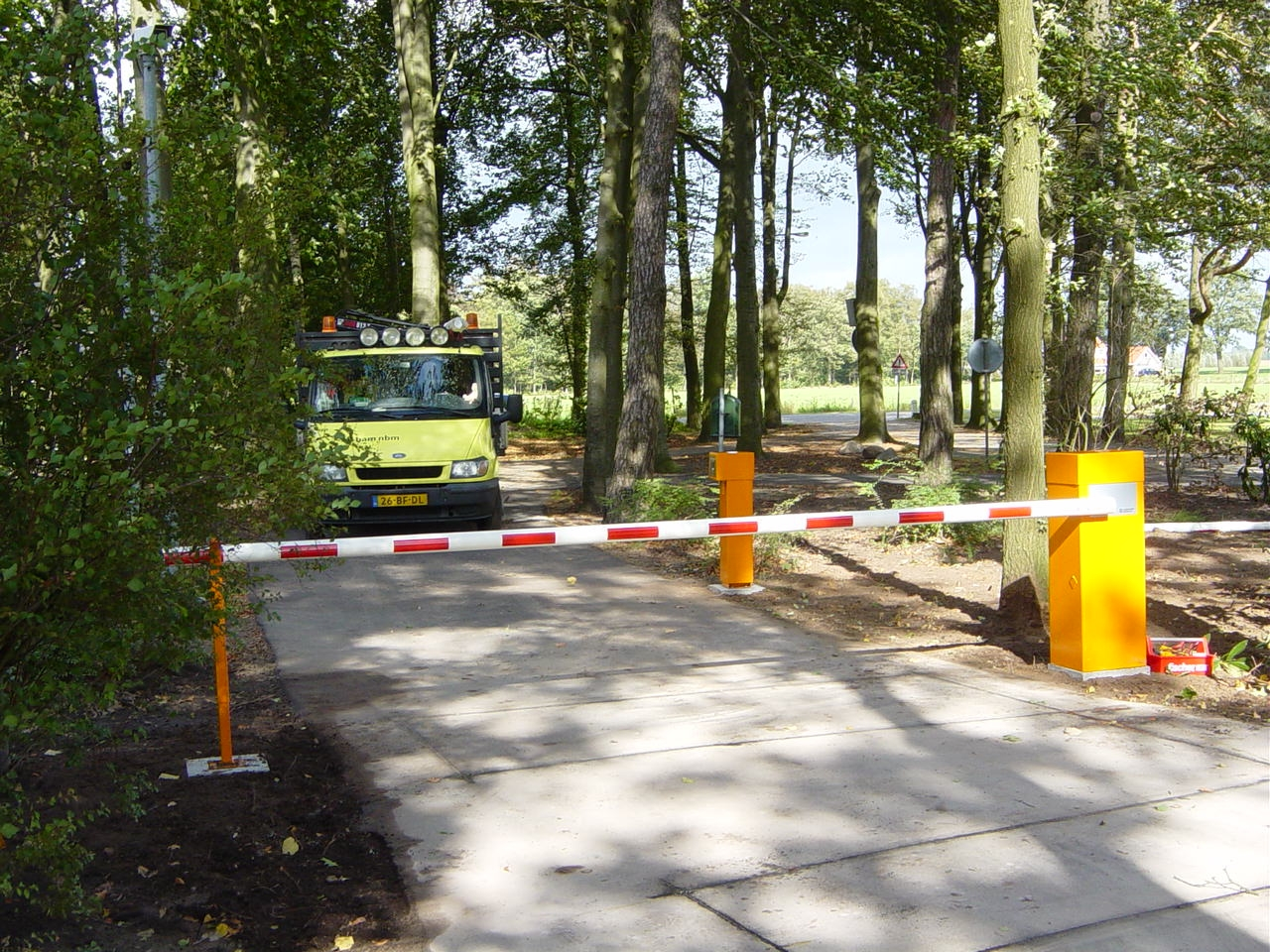
Un ejemplo del bucle de inducción instalado en una barrera para vehículos.

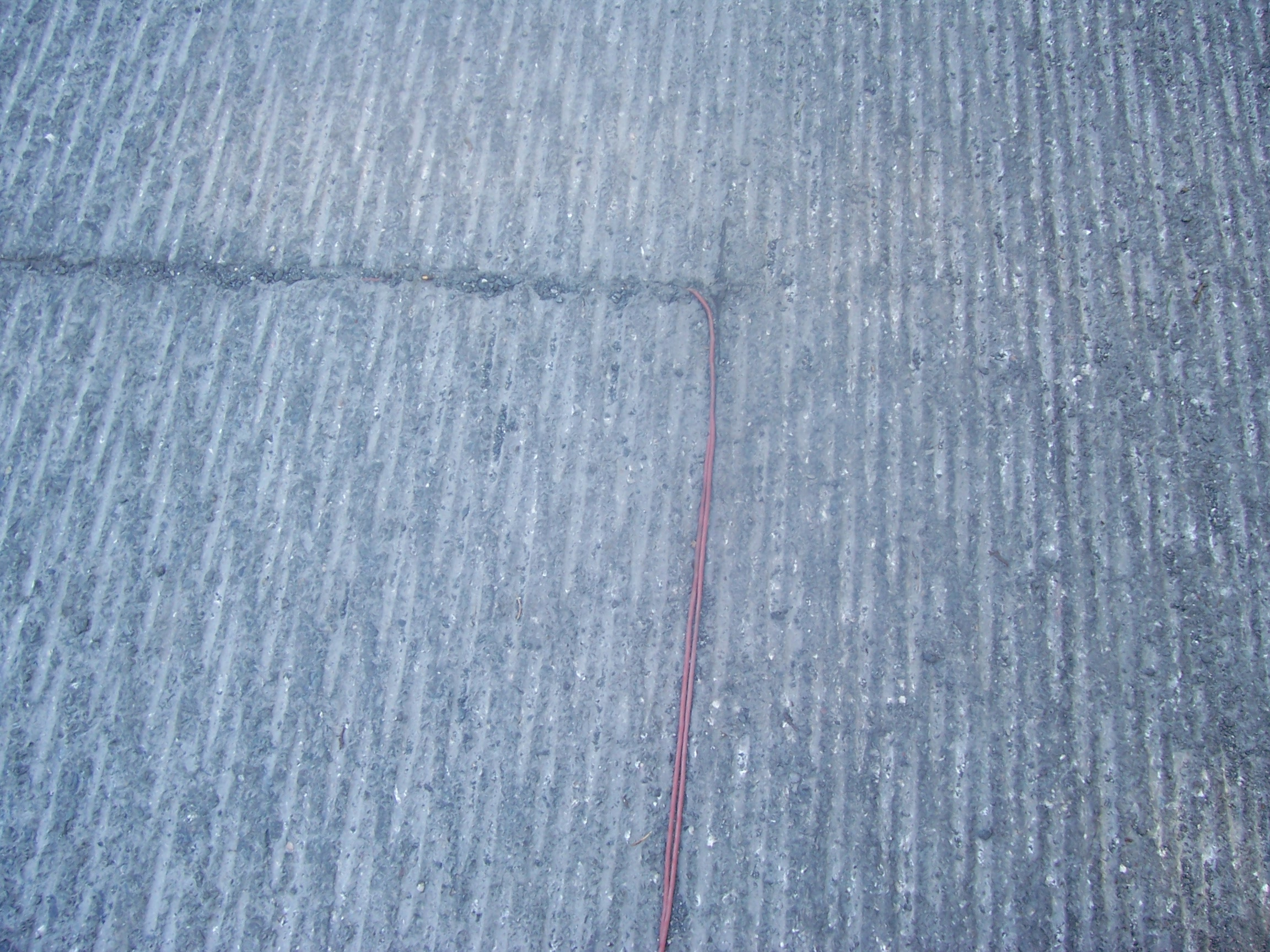
Un ejemplo del bucle de inducción instalado en una carretera para coches y motos.

Un detector de bucle de inducción  es un término usado para describir un sistema electromagnético de detección, a partir del hecho de que un imán en movimiento induce una corriente eléctrica en un cable próximo al mismo, o que un material ferromagnético altera el campo magnético de una bobina cuando se encuentra cerca de ella, y por lo tanto, pueden ser detectados.
Los bucles de inducción se utilizan, para la detección de objetos metálicos en los detectores de metales, en los indicadores de presencia de vehículos, en los sistemas de seguridad de los aeropuertos o en la transmisión y recepción de señales de comunicaciones.

## Aplicaciones

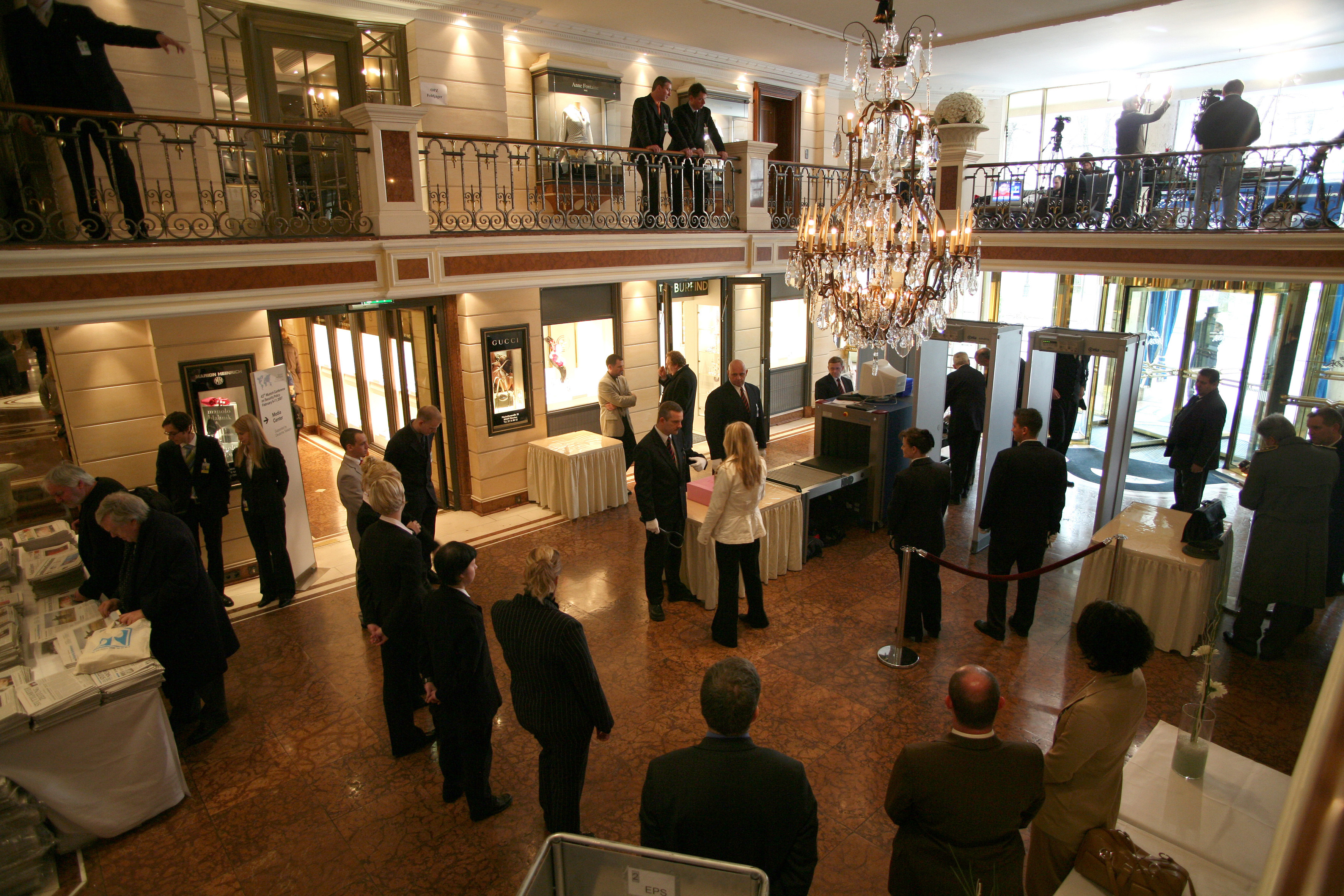
Bucle de inducción instalado en un control de seguridad de entrada.

En la detección de vehículos (por inducción) se utilizan lazos para contar los vehículos que pasan o llegan a un punto determinado, por ejemplo delante de un semáforo, y en la gestión de autopistas de tránsito. Se instala un bucle conductor de la electricidad, adecuadamente aislado, bajo la carretera, generándose una tensión eléctrica cada vez que un cuerpo con masa ferrosa (que contiene hierro o acero) pasa cerca de los conductores o del bucle.
Una definición alternativa popular de bucle de inducción "es el aplicado a los detectores de metales, donde un circuito resonante, con una gran bobina que forma parte del mismo , es efectivamente " desafinado " por la proximidad de la inductancia de un objeto conductor.
El objeto detectado puede ser metálico, (detección de metales y cables) o conductor/capacitivo (detección de la capacidad)
Otras configuraciones de estos equipos utiliza dos o más bobinas de recepción, y el objeto detectado modifica el acoplamiento inductivo o altera el ángulo de fase de la tensión inducida en la bobina receptora en relación con la bobina del oscilador.

### Aplicaciones históricas
- Un bucle de inducción antisubmarino, era un dispositivo que servía por detectar un submarino desde de la superficie con barcos que utilizaban cables sumergidos, especialmente diseñados, y conectados a un galvanómetro.[1]

### Aplicaciones actuales
- Contadores de vehículos en carretera
- Detección de vehículos en semáforos
- Detección de vehículos en aparcamientos
- Detector de metales

### Principio de funcionamiento

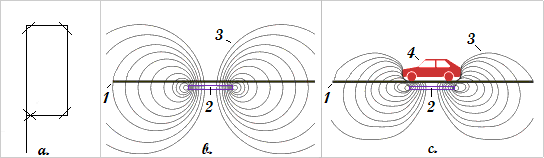
a. Diseño del bucle, b. Campo en situación de reposo, c. Campo en presencia de un objeto